# Premio Hermann Kesten
Il premio Hermann Kesten (Hermann Kesten-Preize) è un premio letterario assegnato annualmente a Berlino da parte della sezione tedesca di PEN International. In conformità con i principi dell'organizzazione, il riconoscimento mira a dare sostegno a scrittori, saggisti o giornalisti che nei loro paesi subiscono persecuzioni o censure.

## Storia
Il premio è stato istituito nel 1985 dalla sezione PEN International della Germania Ovest.  È intitolato allo scrittore Hermann Kesten, presidente della sezione tedesca di PEN dal 1972 al 1976 e poi presidente onorario. Inizialmente il riconoscimento veniva chiamato Hermann Kesten Medal, e veniva assegnato ogni due anni; dal 1993 il premio è diventato annuale, e dal 2008 porta il nome attuale.
A partire dal 2000, il Ministero per la Scienza e le Arti dell'Assia ha dotato l'assegnazione della Hermann Kesten Medal di un premio finanziario di 10 000 €. Dal 2015, oltre al premio principale, viene assegnato ogni due anni anche un Premio di sponsorizzazione (Hermann-Kesten-Förderpreis), con un contributo di 3 000 €, per una istituzione o associazione che ha dato sostegno ad autori o giornalisti in stato di detenzione.

## Vincitori[3]
- 1985 Helmut Frentz
- 1987 Kathleen von Simson
- 1989 Angelika Mechtel, scrittrice tedesca
- 1991 Christa Bremer
- 1993 Johannes Mario Simmel, scrittore e giornalista
- 1994 Carola Stern, giornalista e pubblicista
- 1995 Günter Grass, saggista tedesco
- 1996 Victor Pfaff giurista, fondatore dell'associazione umanitaria Pro Asylum
- 1997 Said (persiano سعید ), scrittore tedesco-iraniano
- 1998 Hermann Schulz
- 1999 Alexander Tkatshenko
- 2000 Nenad Popovic
- 2001 Harold Pinter, scrittore e poeta britannico
- 2002 Sumaya Farhat Naser e Gila Svirsky
- 2003 Anna Politkovskaya, giornalista russa
- 2004 Bunt statt Braun
- 2005 Journaliste en danger, Organizzazione a tutela dei giornalisti d'Africa
- 2006 Leonie Ossowski
- 2007 Hrant Dink, scrittore turco, fondatore e redattore della rivista Agos
- 2008 Memorial, fondazione per i diritti umani nei territori russi
- 2009 Baltasar Garzón, giurista spagnolo
- 2010 Liu Xiaobo, scrittore e saggista cinese
- 2011 Mohammed Hashim, giornalista ed editore egiziano
- 2012 Iryna Khalip (Ірына Халіп), giornalista bielorussa
- 2013: Index on Censorship, organizzazione per la difesa della libertà d'espressione
- 2014: Wolfgang Kaleck, avvocato per i diritti civili tedesco
- 2015: Madjid Mohit, editore iraniano; premio di sponsorizzazione: Gefangenes Wort
- 2016: Can Dündar,  giornalista e editorialista turco, e Erdem Gül, giornalista e politico turco; premio di sponsorizzazione: Translate for Justice, organizzazione di informazione sui diritti umani
- 2017: Thomas B. Schumann
- 2018: Gioconda Belli scrittrice nicaraguense; premio di sponsorizzazione: Direkt36, rivista online ungherese
- 2019: Philippe Lançon scrittore francese
- 2020: Günter Wallraff scrittore tedesco; premio di sponsorizzazione: Lina Attalah, giornalista egiziana, e Mada Masr, quotidiano egiziano
- 2021: Irena Brežná scrittrice slovacca-svizzera[4]
- 2022: Meena Kandasamy scrittrice e attivista indiana[5]
- 2023: Joan Manuel Serrat compositore spagnolo[6]
- 2024: Fabio Stassi scrittore italiano[7]